# Half Dome
El Half Dome («media cúpula») es un domo granítico situado en el extremo oriental del valle de Yosemite en California, siendo probablemente la imagen más famosa del Parque nacional de Yosemite. La cresta granítica se alza 1440 metros por encima del nivel base del valle.
Todavía en la década de los años 1870, el Half Dome se consideraba imposible de escalar. Actualmente se puede ascender a través de varias rutas desde la base del valle, utilizadas por miles de montañeros que alcanzan la cima cada año. La ruta más común de ascenso tiene una distancia de 13.5 kilómetros. La parte final se realiza siguiendo una vía de cables a través de la cara oriental. La vía de cables fue construida en 1919. En 2011, Alex Honnold escaló esta pared en estilo solitario libre en 1 hora y media siendo el primero en hacerlo.
En otro orden, existen más de una docena de vías de escalada desde la base del valle a través de la cara noroeste. La primera vía abierta fue la Cara regular noroeste escalada por primera vez en 1957 por Royal Robbins, Mike Sherrick y Jerry Gallwas. Esta ascensión, que duró cinco días, fue el primer sexto abierto en Estados Unidos.

## Galería

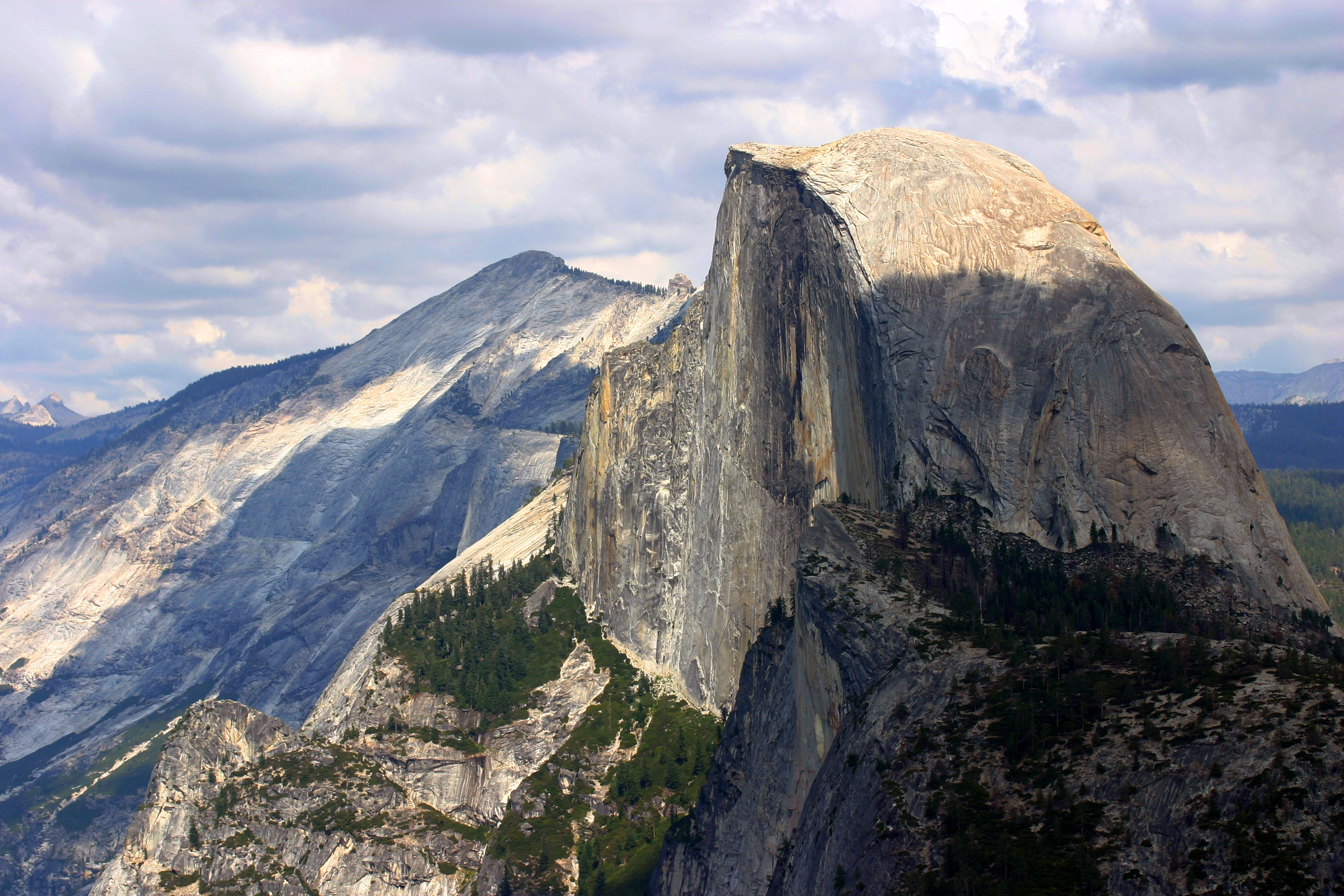
Half  Dome desde Glacier Point
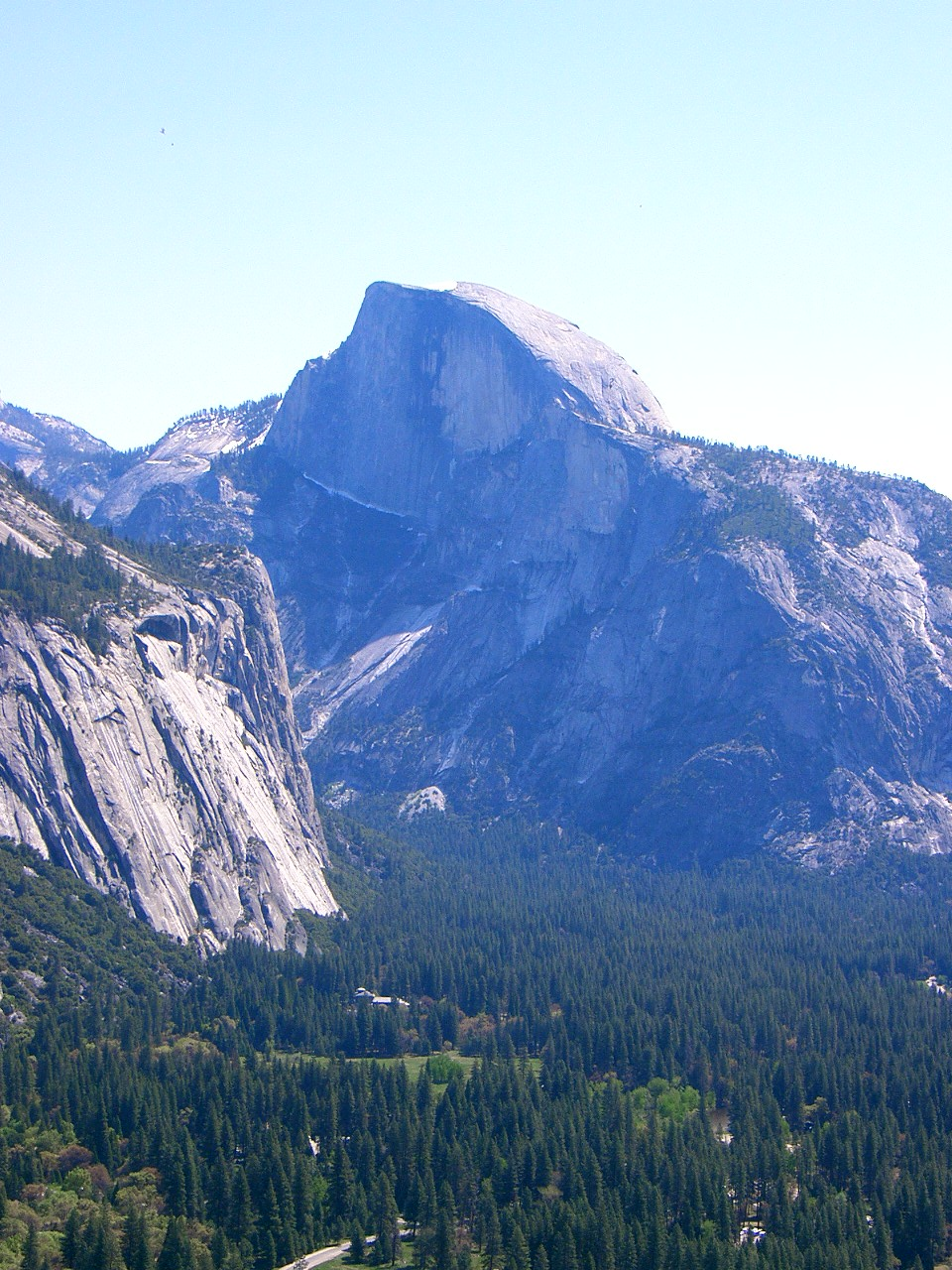
Otra vista
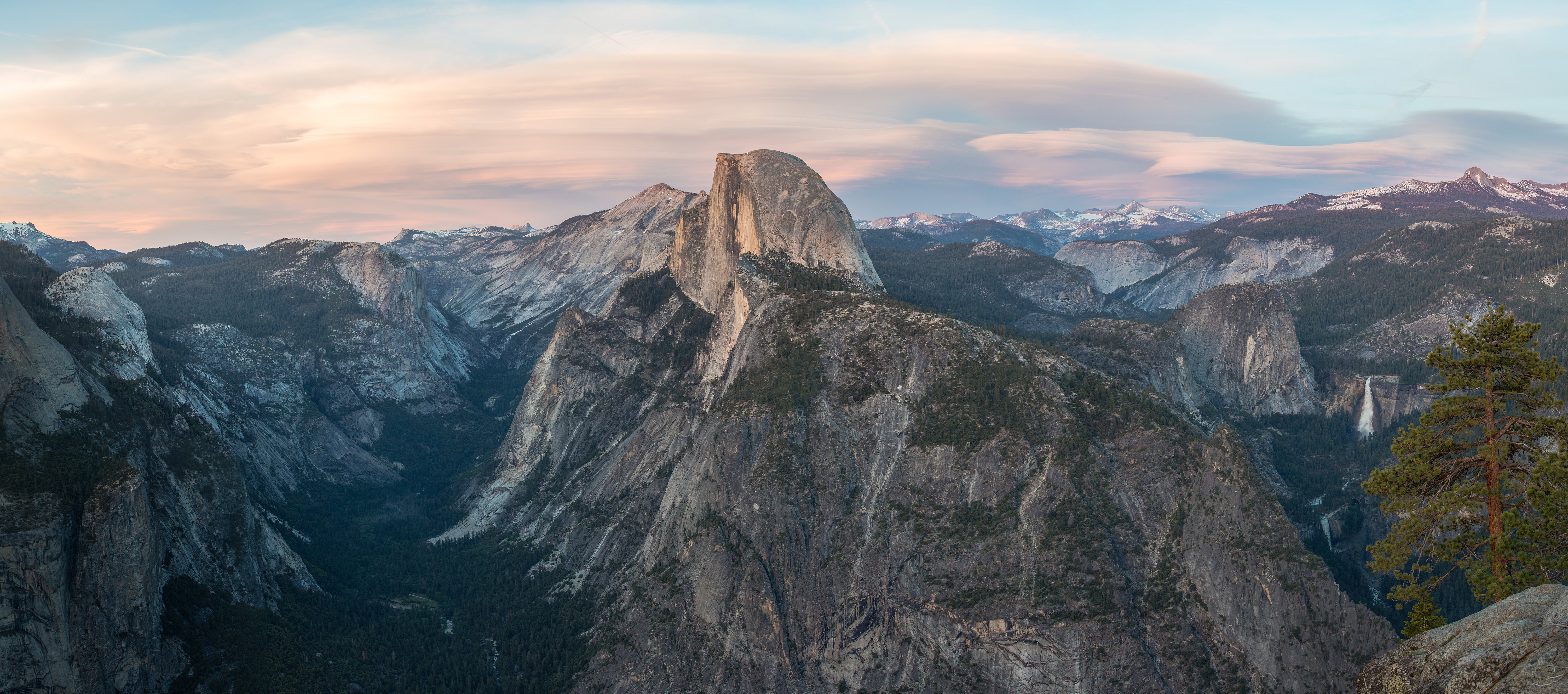
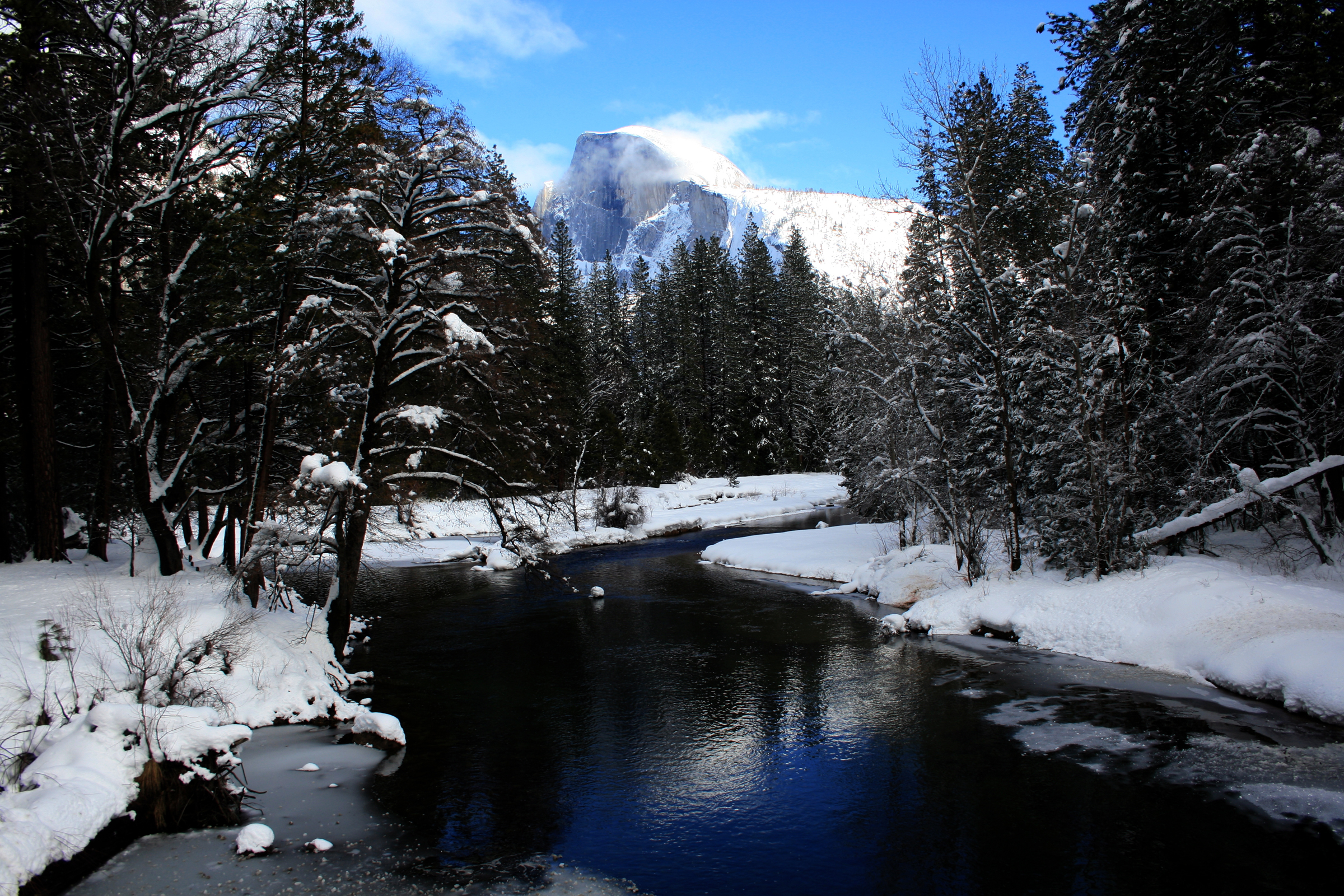
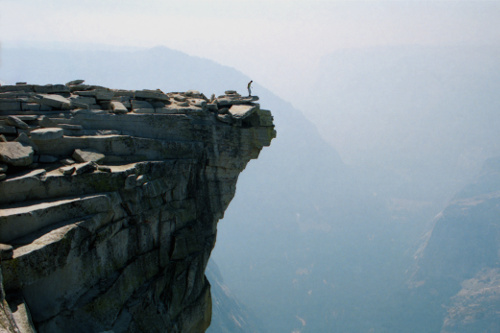